# Yé (Burkina Faso)
Yé ist sowohl eine Gemeinde (französisch commune rurale) als auch ein dasselbe Gebiet umfassendes Departement im westafrikanischen Staat Burkina Faso, in der Region Boucle du Mouhoun und der Provinz Nayala. Die Gemeinde hat in 20 Dörfern 35.718 Einwohner.